# Engelbert Endrass

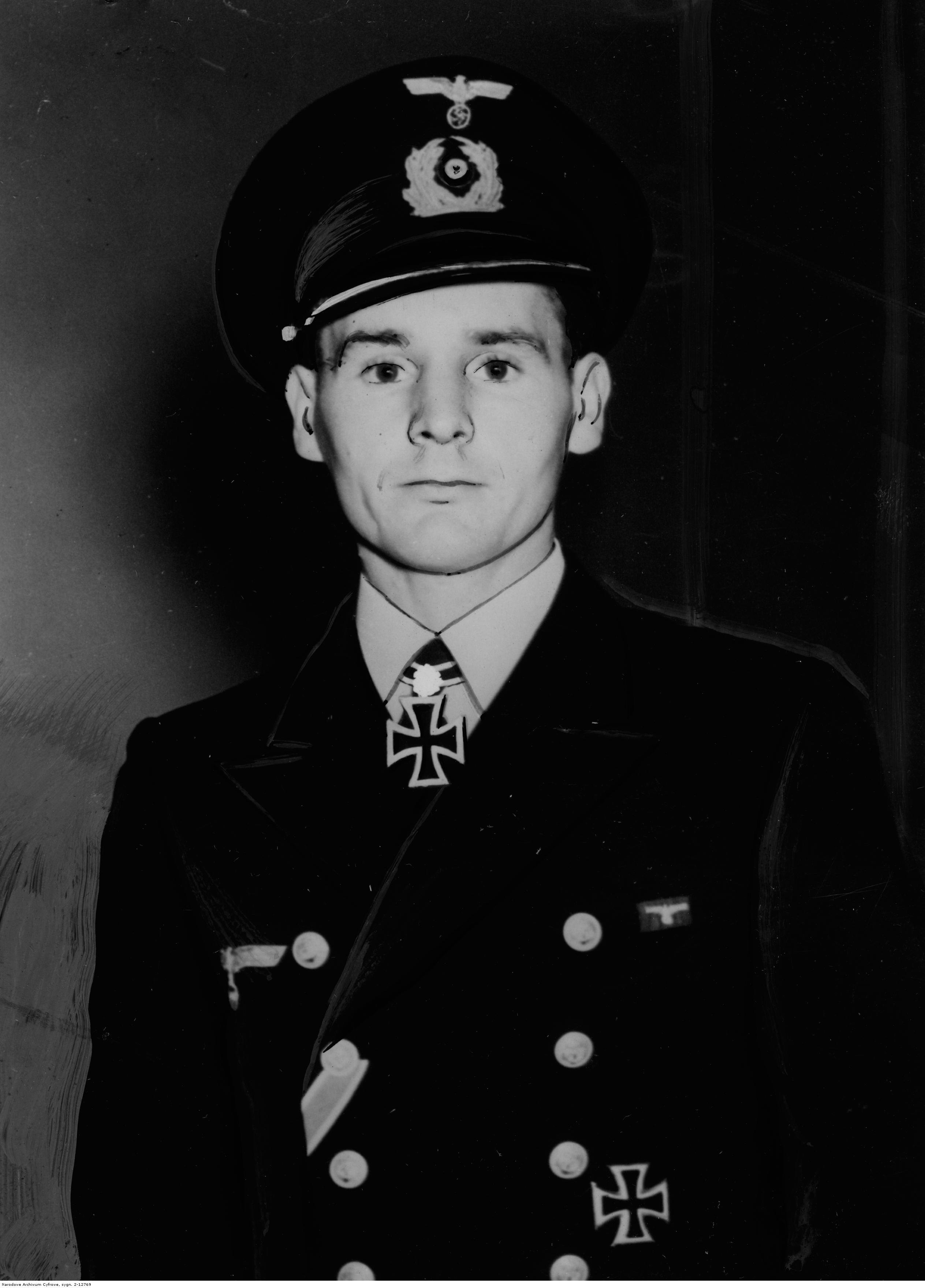
Engelbert Endrass mit dem Ritterkreuz des Eisernen Kreuzes mit Eichenlaub

Engelbert Endraß (* 2. März 1911 in Bamberg; † 21. Dezember 1941 nördlich der Azoren) war ein deutscher Marineoffizier und U-Boot-Kommandant im Zweiten Weltkrieg. Er war Kommandant von U 46 und U 567 und versenkte 22 Schiffe mit insgesamt 118.528 BRT, und beschädigte vier Schiffe mit 25.491 BRT während seiner Unternehmungen.

## Leben
Engelbert Endrass’ Militärkarriere begann im April 1935. Er besuchte Lehrgänge in Flensburg-Mürwik, Wilhelmshaven und Kiel. Genau wie Günther Prien, Wilhelm Schulz und Jost Metzler verbrachte er einige Jahre in der Handelsmarine. Er trat schließlich in die  Reichsmarine ein und wurde als bereits ausgebildeter Schiffsoffizier unter Verzicht auf die Teilnahme an wesentlichen Teilen der seemännischen Ausbildung, in den Offiziersjahrgang 1934 eingegliedert. Angesichts der Aufrüstung der Flotte bot die Reichsmarine, die spätere Kriegsmarine, Handelsschiffsoffizieren (sog. HSO) diese Möglichkeit der beschleunigten Karriere. Endrass diente u. a. auf U 29, dem Panzerschiff Deutschland. Im Oktober 1937 meldete er sich zur U-Boot-Waffe. Im Dezember desselben Jahres wurde er Leutnant zur See. Am 12. Dezember 1938 wurde er Erster Wachoffizier auf U 47.

Bei Günther Priens Angriff auf den britischen Hafen Scapa Flow, bei dem die Royal Oak versenkt wurde, war Endrass Erster Wachoffizier. Während der Rückkehr aus Scapa Flow entwarf Endrass, angeregt durch eine Bemerkung des Zweiten Wachoffiziers Amelung von Varendorff, der den britischen Kriegshafen als Stierkampfarena bezeichnet hatte, das Schiffsemblem, den „schnaubenden Stier“. Für diese Unternehmung wurde der gesamten Besatzung von U 47 das Eiserne Kreuz II. Klasse verliehen. Prien wurde mit dem Ritterkreuz des Eisernen Kreuzes ausgezeichnet.

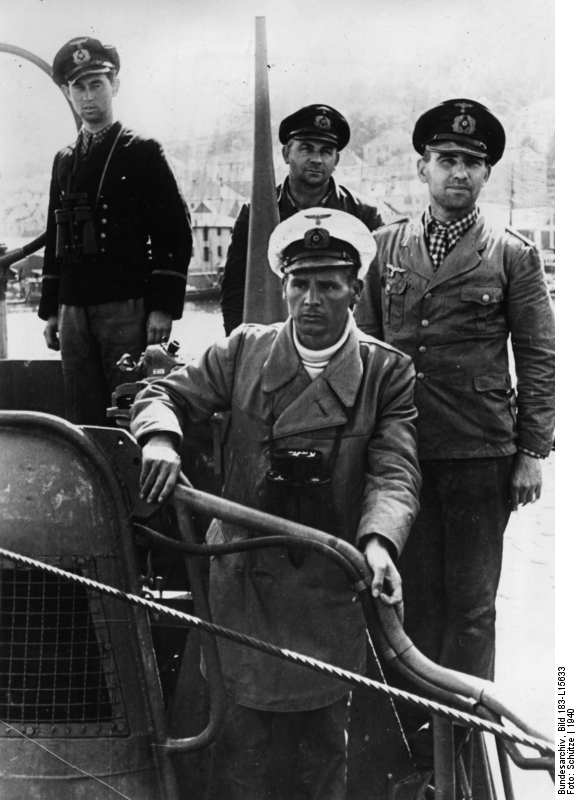
Engelbert Endrass (Mitte) als U-Bootkommandant, Norwegen, 1940.

Endrass blieb bis Dezember 1939 an Bord von U 47. In dieser Zeit wurde er zum Oberleutnant zur See befördert und erhielt auch das Eiserne Kreuz I. Klasse. Nach abgeschlossener Zusatzausbildung erhielt er im Mai 1940 das Kommando über das Schwesterboot U 46.
Bei seiner ersten Feindfahrt als Kommandant versenkte er fünf Schiffe mit insgesamt 35.347 BRT, darunter befand sich der britische Hilfskreuzer Carinthia mit 20.277 BRT.
Auf seiner zweiten Feindfahrt versenkte er wiederum fünf Schiffe mit insgesamt 27.038 BRT, darunter den britischen Hilfskreuzer Dunvegan Castle mit 15.007 BRT. Nach Rückkehr zum Stützpunkt in Saint-Nazaire wurde Endrass für seine Leistungen das Ritterkreuz des Eisernen Kreuzes verliehen.
Mit U 46 unternahm er noch fünf weitere Feindfahrten. Für seine Leistungen wurde er mit dem Eichenlaub zum Ritterkreuz des Eisernen Kreuzes sowie dem U-Boot-Kriegsabzeichen mit Brillanten ausgezeichnet und am 2. Juli 1941 zum Kapitänleutnant befördert.
Im September 1941 verließ Endrass U 46 und übernahm einen Monat später das Kommando über U 567. Am 21. Dezember desselben Jahres griff Endrass den alliierten Geleitzug HG 76 an und versenkte einen norwegischen Dampfer.  Beim Versuch, sich dem Konvoi erneut zu nähern, wurde U 567 von einer U-Boot-Jagdgruppe unter dem Kommando von Frederic John Walker nordöstlich der Azoren aufgespürt und angegriffen. Commander Walker hatte eine neue Taktik („creeping attack“) zur Abwehr von deutschen U-Booten entwickelt und erst einige Monate zuvor die Erlaubnis erhalten, diese in der britischen Navy zu etablieren. Seine U-Boot-Jagdgruppe befand sich auf ihrem ersten Einsatz nach Maßgabe von Walkers neuartiger Gruppentaktik und hatte bereits U 127, U 131, U 434 und U 574 versenkt. Die britischen Kriegsschiffe waren auf der Suche nach dem U-Boot, das für den Verlust des Flugzeugträgers Audacity verantwortlich war, und hatten dabei U 567 zufällig entdeckt. Die HMS Deptford und die HMS Samphire attackierten das Boot mit Wasserbomben. Beim dritten Anlauf auf das per ASDIC geortete Ziel war an Bord der Deptford eine Detonation unter Wasser zu vernehmen, jedoch trieben weder Öl noch Wrackteile auf. Bei diesem Angriff wurde das U-Boot mitsamt der 47-köpfigen Besatzung versenkt.
Unter den U-Bootkommandanten galt Engelbert Endrass zu diesem Zeitpunkt als Nervenbündel und als nicht mehr einsatzfähig. Ihrer Ansicht nach wurde er von Karl Dönitz unverantwortlich und aus Hoffnung auf Versenkungszahlen wider besseres Wissen dennoch weiter eingesetzt. Zweijähriger, fast ununterbrochener Einsatz hatten Endrass bereits nervlich zerrüttet.
Endrass und seine Besatzung waren auch in einer Episode der Deutschen Wochenschau zu sehen, die kurz nach seinem Tod ausgestrahlt wurde.
Endrass' Tod wurde vom Wehrmachtbericht allerdings erst drei Monate nach der Versenkung von U 567, am 31. März 1942, bekanntgegeben.

## Engelbert Endrass in der Literatur
Engelbert Endrass ist in Lothar-Günther Buchheims Roman Das Boot zweimal erwähnt. Zum einen verfremdet als „Bartel“ (Endrass’ Spitzname war „Bertel“), dessen Tod seinem Freund „Kallmann“ (Erich Topp) sehr nahe geht. Topp und Endrass waren seit der Ausbildungszeit befreundet. Zum anderen wird als eine der wenigen nicht verfremdeten Personen in Buchheims Roman über sein Schicksal gesagt: Endrass hätte nicht mehr auslaufen dürfen.
Im Buch „Lautlose Jäger“ schreibt (Erich Topp) über seinen Freund Engelbert Endrass.

## Dienstgrade
- 1. Juli 1935 Fähnrich zur See
- 1. Januar 1937 Oberfähnrich zur See
- 1. April 1937 Leutnant zur See
- 20. April 1939 Oberleutnant zur See
- 2. Juli 1941 Kapitänleutnant

## Auszeichnungen
- 5. April 1939 Wehrmacht-Dienstauszeichnung IV. Klasse
- 6. Juni 1939 Spanienkreuz in Bronze (als Besatzungsmitglied von U 29)
- 25. September 1939 Eisernes Kreuz (1939) II. Klasse
- 17. Oktober 1939 Eisernes Kreuz (1939) I. Klasse
- 19. Dezember 1939 U-Boot-Kriegsabzeichen (1939)
- 5. September 1940 Ritterkreuz des Eisernen Kreuzes
- 10. Juni 1941 Ritterkreuz des Eisernen Kreuzes mit Eichenlaub
- 18. Juli 1941 U-Boot-Kriegsabzeichen mit Brillanten
- 1. November 1941 Italienisches Kriegskreuz mit Schwertern